# Скичко, Николай Данилович
Никола́й Дани́лович Скичко (род. 20 октября 1939, Шепиевка, Винницкая область) — советский и российский учёный, специалист в области биотехнологий производства средств защиты животных от особо опасных и карантинных болезней. Доктор биологических наук, профессор. Лауреат Государственной премии СССР в области науки и техники (1986).

## Биография
Родился в селе Шепиевка Калиновского района Винницкой области. Окончив Тульчинский зооветеринарный техникум работал зоотехником. В 1963—1968 годы учился в Московской ветеринарной академии, окончил которую с отличием.
Сразу после окончания вуза устроился на Кашинцевскую биофабрику, где прошёл путь от ветеринарного врача до начальника цеха. С 1971 года заместитель, в 1985—2002 годах директор Щёлковского биокомбината. Также являлся его главным врачом. Впоследствии работал советником директора. Прошёл трёхмесячную стажировку во французском институте Иффа-Мерье.
Ныне главный научный сотрудник отдела противобактерийных препаратов Всероссийского научно-исследовательского и технологического института биологической промышленности, входит в состав его ученого совета и диссовета при институте.
Под его руководством и при непосредственном участии освоено и внедрено в ветеринарную практику более 30 новых лекарственных препаратов.
Награждён орденами «Знак Почета», «За заслуги перед Отечеством» IV степени (1999), «Дружбы народов». Заслуженный ветеринарный врач РСФСР. Почётный гражданин Щёлковского муниципального района (1999).